# Yunxing
 (février 2025).
Le Yunxing est un prototype d'avion supersonique chinois conçu par Space Transportation. Il serait étudié pour atteindre Mach 4 (environ 4940 km/h) et serait prévu pour réduire les temps de vol (par exemple entre Pékin et Paris en deux heures). Ce projet d'avion est donc supposé aller plus vite que le Concorde (2140 km/h). Cet appareil sera doté de décollage et d'atterrissage verticaux, le même principe que les VTOL et sa structure composite a déjà été très positivement testée. Space Transportation, concepteur de l'aéronef, prévoit des essais moteurs en vue d'un vol inaugural en 2027[réf. nécessaire].

## Historique
1. 2018 : Fondation de Space Transportation, société chinoise spécialisée dans la conception et la fabrication de systèmes de transport spatial.
2. octobre 2024 : Le 26 octobre, annonce du succès d'un premier vol d'essai du Yunxing.
3. novembre 2024 : Tests moteurs prévus en novembre 2024, avec un vol inaugural en 2027.
4. entre 2025 et 2027 : Évaluations de caractéristiques aérodynamiques et des systèmes de contrôle.
5. 2027 : l'aéronef est prévu pour être opérationnel à cette date[1].

## Enjeux
Les premiers essais ont confirmé la stabilité de sa structure et l’efficacité de ses moteurs à réaction. Space Transportation entend inscrire le Yunxing dans une dynamique d'innovation aéronautique mondiale, avec d'autres entreprises développant des avions de passagers à grande vitesse.

## Prototype
Space Transportation a commencé les tests préliminaires (avec succès) du Yunxing, capable d’atteindre Mach 4 (environ 4 940 km/h). Ce vol d'essai a eu lieu le 26 octobre 2024.

### Développements Futurs
Space Transportation prévoit d'évaluer la technologie des moteurs, avant un lancement commercial du modèle définitif.